# Mélanie Hahnemann

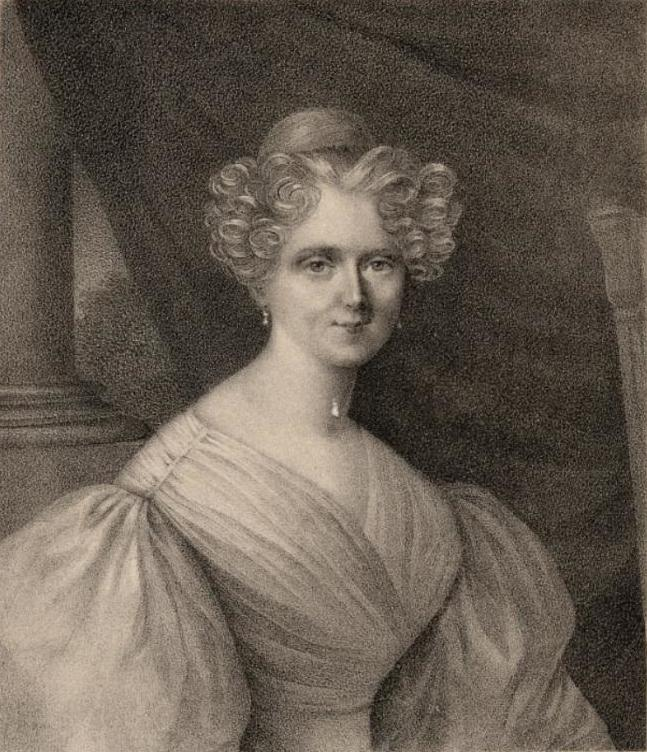
Mélanie Hahnemann

Marie Mélanie d’Hervilly Gohier Hahnemann (geboren am 2. Februar 1800; gestorben im Mai 1878 in Paris) war eine Malerin und Homöopathin. Sie war die erste zugelassene Homöopathin der Welt.

## Leben

### Frühe Jahre
Marie Mélanie d’Hervilly wurde als Tochter von Comte Joseph d’Hervilly und Marie-Josèphe Gertrude Heilrath in eine alte, aber verarmte französische Adelsfamilie geboren. Sie genoss die Privilegien der republikanischen Aristokratie und erhielt Privatunterricht, auch von dem Gelehrten François Andrieux, der ihr ein Gedicht widmete. Opfer von häuslicher Gewalt seitens ihrer Mutter, lebte sie ab dem Alter von fünfzehn Jahren bei ihrem Ziehvater Guillaume Guillon-Lethière, von dem sie das Malen lernte. Ihren Lebensunterhalt verdiente sie durch den Verkauf gemalter Porträts und Miniaturen und erhielt auch Preise und Auszeichnungen für ihre Werke. Neben der Malerei begeisterte sich die exzentrische junge Frau für das Reiten, das Pistolenschießen und politische Diskussionen.
Sie nahm 1830 den Namen Gohier an, als der einstige Direktoriums-Präsident Louis-Jérôme Gohier sie in seinem Testament adoptierte und ihr sein Vermögen hinterließ. Gohiers eigene Tochter war zu dem Zeitpunkt seit zwanzig Jahren verheiratet und kinderlos. Mélanie d’Hervilly-Gohier ließ den Adoptivvater bei ihrer Familie im Friedhof Montmartre bestatten. Als 1832 ihr Pflegevater Guillon-Lethière bei einer Cholera-Epidemie in Paris ohne ihn überlebende Nachkommen starb, bestattete sie ihn im Grab neben Gohier. Im selben Jahr, ausgelöst durch die Epidemie, begann sich die 32-Jährige für Homöopathie zu interessieren, da der erste britische Homöopath Frederic Hervey Foster Quin einige erfolgreiche Behandlungen durchgeführt hatte. Auch war ihre eigene Gesundheit angeschlagen.

### Im Dienst der Homöopathie
Am 7. Oktober 1834 besuchte sie den Homöopathen Samuel Hahnemann in seinem Heim in Köthen im damaligen deutschen Herzogtum Anhalt-Köthen. Ihr dortiges Auftreten in Männerkleidung erregte großes Aufsehen, ebenso wie ihre stürmische Liebesaffäre mit dem seit vier Jahren verwitweten, beinahe 80-jährigen Hahnemann. Er heiratete Mélanie am 18. Januar 1835 heimlich und ohne kirchlichen Segen. Im Juni desselben Jahres zog Hahnemann mit seiner Frau, nunmehr Mélanie Hahnemann, nach Paris, um dort ab August zu praktizieren. Mélanie besaß die notwendigen Beziehungen, um die Zulassung ihres Mannes zu erwirken und um ihn rasch zu einem gefragten und populären Heiler zu machen. Das Haus in der Rue Madame war bald zu klein für den Andrang der Hilfesuchenden, weshalb das Ehepaar in die Rue de Milan in das später so bezeichnete Palais Hahnemann umzog. Mélanie umsorgte ihren greisen Ehemann fürsorglich und übernahm den Großteil der Fälle selbst, ebenso wie Hausbesuche. Der prominenteste Klient war Niccolò Paganini, der jedoch nach einem gescheiterten Annäherungsversuch an Mélanie Hahnemann die Therapie abbrach.
Als überzeugte Vorkämpferin von Hahnemanns Lehren erlangte sie ihr Diplom als Homöopathin 1840 durch John Helfrich, den Begründer der ersten Homöopathie-Schule in den USA, es wurde ihr jedoch erst mit großer Verspätung zugestellt. Nach dem Tod Hahnemanns 1843 verweigerte sie neun Tage lang die Freigabe seines Leichnams zur Bestattung, er wurde schließlich neben Gohier und Lethière beigesetzt. Sie führte seine Praxis fort, wurde aber 1846 vor Gericht gestellt und verurteilt, da sie ohne ärztliche Zulassung praktizierte. Auch ohne eine solche Zulassung behandelte sie heimlich weiter, ohne belangt zu werden. Die ihr vererbte 6. Auflage des Werks ihres Mannes, Organon, wurde aufgrund fachlicher und persönlicher Auseinandersetzungen mit anderen Hahnemann-Anhängern erst 1921, lange nach Mélanies Tod veröffentlicht, knapp siebzig Jahre nach dem Tod Samuel Hahnemanns.
Ihre adoptierte Tochter Sophie heiratete 1857 auf Vermittlung Mélanies Karl von Bönninghausen, den Sohn des Botanikers und Homöopathen Clemens von Bönnighausen, eines guten Freundes des Ehepaars.
1869 praktizierte Mélanie Hahnemann kaum noch. Sie verarmte langsam, zudem zwangen die Auswirkungen des Deutsch-Französischen Kriegs 1871 sie, den Großteil ihres Besitzstands und das Haus zu verkaufen. Als sie 1872, nun weit weniger populär als zuvor, doch noch eine medizinische Zulassung erhielt, konnte sie ihre Dienste fortan offen bewerben.
Sie starb 1878 und wurde neben den drei Männern begraben, welche ihr Leben geprägt hatten. Zwanzig Jahre nach ihrem Tod wurde Samuel Hahnemann 1898 auf den Friedhof Père-Lachaise umgebettet; seine Frau liegt in einem nicht gekennzeichneten Grab neben ihm.

## Kritik
Ein häufiger Vorwurf, der Mélanie Hahnemann gemacht wurde, war der einer gewinn- oder aufmerksamkeitssüchtigen sozialen Aufsteigerin, die stets wesentlich ältere Männer verführt habe. Hierzu trugen auch die unauffälligen bis heimlichen Bestattungen Gohiers, Lethières und schließlich Hahnemanns bei. Auch sei ihre Ausbildung nicht ordnungsgemäß gewesen. Ferner wird ihr Talent als Malerin wie auch als Homöopathin angezweifelt.
Einwände ihrer Befürworter sind hingegen, dass sie die ihr vererbten Vermögen nicht angetastet oder ausgeschlagen habe. In der homöopathischen Gemeinschaft seien weder ihre Verdienste noch ihr letzter Wille und der ihres Mannes beachtet worden, etwa bezüglich der Bestattung.